# Потанины горы
Потанины горы — массив на севере Челябинской области, принадлежащий горной системе Среднего Урала.

## Описание
Протянувшийся меридионально на 10 км массив является частью антиклинального комплекса изверженных и метаморфических пород, который продолжается на севере Вишнёвыми горами и относится к так называемой зоне восточных предгорий. Расположение: между участком верхнего течения реки Уфы и широтным участком верхнего течения реки Ай, на западном берегу озера Иртяш южнее Вишнёвых гор, в 10 км к северу от города Кыштым.
Потанинское месторождение вермикулита — единственное на Урале.

## История названия
Впервые Потанины горы показаны на географической карте 1755 года как часть Биябинских гор. По легенде, в здешней горной местности в XVII в. располагался скит монаха-отшельника по прозванию Потаня, отсюда, по-видимому, отымённое название — Потанины горы.
По мнению лингвиста А. К. Матвеева, происхождение названия гор связано с русским личным именем Потаня, образованного от уменьшительной формы календарного имени Потап или Потапий, и более редкого Потамий.